# 카프리콘 프로젝트
《카프리콘 프로젝트》(Capricorn One)는 미국에서 제작된 피터 하이암스 감독의 1978년 드라마, SF, 스릴러 영화이다. 엘리어트 굴드 등이 주연으로 출연하였고 폴 라자러스 3세 등이 제작에 참여하였다.

## 줄거리
화성으로 가는 첫 유인 임무인 카프리콘 원이 발사대에 있다. 이륙 직전, 우주비행사 찰스 브루베이커, 피터 윌리스, 존 워커는 미국 항공 우주국 관계자의 명령에 따라 갑자기 우주선에서 나오라는 지시를 받는다. 당황한 그들은 사막에 있는 버려진 군사 기지로 비밀리에 비행한다. 발사는 예정대로 진행되며, 대중은 우주선이 비어 있다는 사실을 알지 못한다.
기지에서 미국 항공 우주국 국장 제임스 켈로웨이 박사는 우주비행사들에게 결함 있는 생명 유지 시스템이 비행 중에 그들을 죽였을 것이라고 알린다. 그는 화성으로 가는 비행 중 TV로 방영될 영상을 위조하는 데 도움을 주어야 한다고 말한다. 또 다른 우주 임무 실패는 미국 항공 우주국의 자금 삭감과 민간 계약업체의 수십억 달러 손실을 초래할 것이다. 켈로웨이는 그들의 협력을 강요하기 위해 그들의 가족을 협박한다.
우주비행사들은 우주비행 동안 붙잡혀 있었고, 사실은 화성 표면처럼 보이도록 정교하게 만들어진 기지 내의 세트장 안에서 화성에 착륙한 것처럼 촬영된다. 통제 센터에서는 경계심 많은 기술자 엘리엇 위터가 우주선의 원격 측정법이 도착하기 전에 지상 관제 센터가 승무원의 TV 송신을 수신하는 것을 알아차릴 때까지 소수의 관계자만이 이 음모를 알고 있다. 위터는 이를 켈로웨이를 포함한 상사들에게 보고하지만, 결함 있는 워크스테이션 때문이라는 말을 듣는다. 위터는 TV 기자 친구인 로버트 콜필드에게 자신의 우려를 부분적으로 공유한다. 위터는 갑자기 사라지고, 다음 날 콜필드가 위터의 아파트에 가보니 다른 사람이 살고 있으며 위터의 최근 삶에 대한 모든 증거가 지워졌다는 것을 알게 된다. 콜필드가 떠날 때, 그의 차가 조작된 후 강으로 추락하는 교통사고에서 살아남는다.
지구로 돌아오자 빈 우주선은 결함 있는 열 차폐 때문에 대기권 재진입 중에 불타버렸는데, 우주비행사들이 탑승했더라면 죽었을 것이다. 우주비행사들은 관계자들이 이 속임수를 비밀로 유지하기 위해 자신들을 죽여야 할 것이라는 것을 깨닫는다. 그들은 연료가 빨리 떨어지는 작은 제트기를 타고 탈출하며, 사막에 불시착해야 한다. 그들은 도움을 찾고 음모를 폭로할 가능성을 높이기 위해 걸어서 헤어진다. 켈로웨이는 그들을 쫓아 헬리콥터를 보낸다. 윌리스와 워커는 발견되지만, 브루베이커는 붙잡히는 것을 피한다.
콜필드는 우주비행사들과 그들의 아내들 간의 TV 대화를 검토한 후 브루베이커의 "미망인" 케이를 인터뷰한다. 케이 브루베이커는 남편이 마지막 가족 휴가를 언급했을 때 혼란스러워 보였다. 그녀는 가족이 실제로는 서부 영화가 촬영되고 있던 다른 장소에 갔었다고 설명한다. 브루베이커는 특수 효과와 기술이 어떻게 그것을 실제처럼 보이게 하는지에 흥미를 느꼈다.
콜필드는 브루베이커가 그런 실수를 할 리 없으며, 아내에게 메시지를 보내고 있었을 것이라고 믿는다. 콜필드는 버려진 서부 영화 세트장으로 가고 총격을 받는다. 그가 더 조사하자 연방 요원들이 그의 집에 침입하여 그들이 심어 놓은 코카인을 소지한 혐의로 그를 체포한다. 그의 격분한 상사는 콜필드를 보석으로 풀어준 다음 그를 해고한다.
한 기자 친구가 콜필드에게 휴스턴에서 480 km 떨어진 곳에 있는 버려진 군사 기지에 대해 말해준다. 그 기지는 현재 버려져 있지만, 콜필드는 브루베이커의 메달을 발견하여 우주비행사들이 거기에 있었다는 것을 확인한다. 콜필드는 알베인이라는 농약 살포 조종사를 고용하여 사막을 수색한다. 그들은 브루베이커가 숨어 있는 폐쇄된 외딴 주유소로 두 대의 헬리콥터를 발견하고 뒤쫓는다. 그들은 브루베이커가 추격자들로부터 탈출하려 할 때 그를 구한다. 헬리콥터들은 협곡을 통해 그들의 비행기를 추격하지만, 알베인이 농약 살포로 그들의 시야를 가려 비행기가 도망갈 수 있게 하자 추락한다.
콜필드와 브루베이커는 세 우주비행사를 위한 추모식이 진행되는 도중에 도착하며, 켈로웨이, 케이 브루베이커, 그리고 전체 추모식과 생방송 TV 중계가 그들을 보게 된다.

## 출연

### 주연
- 엘리어트 굴드
- 제임스 브롤린
- 브렌다 바카로
- 샘 워터스톤
- O.J. 심슨
- 할 홀브룩

### 조연
- 데이빗 허들레스톤
- 데이비드 도일
- 데니스 니콜라스
- 로버트 월든
- 리 브라이언트
- 알란 퍼지

## 기타
- 미술: 앨버트 브레너
- 의상: 패트리시아 노리스
- Ass-PD: 마이클 I. 라크밀

## 같이 보기
- 달착륙 음모론
- 007 다이아몬드는 영원히